# Bellheimer Wald
Der Bellheimer Wald zwischen Landau in der Pfalz und Germersheim ist ein Wald auf dem Schwemmfächer der Queich, eines Baches, der vom Pfälzer Wald Richtung Rhein strebt. Der namensgebende Ort Bellheim grenzt unmittelbar südlich an den Wald an.

## Geologische Entstehung während und am Ende der letzten Eiszeit
Von den Randgebirgen des Oberrheingrabens streben zahlreiche Bäche dem Rhein zu, so auch vom Pfälzerwald über den Haardtrand in östlicher Richtung. In der letzten Eiszeit und mit deren Rückgang stand reichlich Schmelzwasser zur Verfügung, das große Mengen abgetragenen Gesteinsschuttes und Sande aus dem Gebirge in die Rheinebene transportierte. In der Ebene verteilte sich das Wasser und so lagerten sich Kiese und Sande dort ab und bildeten sogenannte Schwemmfächer. Der Name kommt von der dreieckigen Form, die sich in die Ebene zum Rhein hin ausweitet.
Im Falle des Bellheimer Waldes ist der Ausgangspunkt der Austritt der Queich aus dem Pfälzerwald bei Albersweiler über die Haardt bei Godramstein in die Rheinebene.
Weil der überwiegend sandige Boden für den Ackerbau wenig interessant, weil wenig ertragreich war, konnten sich auf diesen Schwemmfächern auch nach Durchsetzung der Landwirtschaft als Wirtschaftsform Waldgebiete erhalten, während die Lößgebiete früh gerodet wurden.

## Germersheimer Düne
Je weiter die Bäche in die Ebene flossen, desto mehr verteilte und verlangsamte sich das Wasser, sodass sich das mitgeführte Material ablagern konnte. Zuerst blieb das schwerere Material liegen. Kleinere Steine und Sand wurden weitertransportiert, bis auch sie sich ablagerten. Am Ende der Schwemmfächer finden sich daher besonders feine Sande. Diese wurden in trockenen Perioden teilweise zu Dünen aufgeweht, von denen sich einige erhalten haben, auch am Ostrand des Bellheimer Waldes.
Die Germersheimer Düne genannt „Schindereck“ ist etwa 15 Hektar groß. Auf der Binnendüne hat sich ein Komplex aus Sand- und Halbtrockenrasen entwickelt. Eine der dort vorkommenden seltenen Pflanzenarten ist der Fünfmännige Spark (Spergula pentandra). Ausgedehnte Silbergrasrasen sind Lebensraum der Steppenbiene (Nomioides minutissimus), die erst vor wenigen Jahren nach über 140-jähriger Abwesenheit in Rheinland-Pfalz wiederentdeckt wurde. Auch die in Mitteleuropa immer seltener werdende Heidelerche nutzt die Binnendüne als Lebensraum. Das Lied der Heidelerche in Frühsommer-Nächten gilt als eines der eindrucksvollsten Hörerlebnisse in der Natur West- und Mitteleuropas. Auf der Germersheimer Binnendüne wurden 15 Heuschreckenarten, darunter bedrohte Arten wie Westliche Beißschrecke (Platycleis albopunctata), Grüne Strandschrecke (Aiolopus thalassinus), Blauflügelige Ödlandschrecke (Oedipoda caerulescens) und Rotleibiger Grashüpfer (Omocestus haemorrhoidalis) nachgewiesen. Auch der in Mitteleuropa sehr seltene Johanniskraut-Schmalprachtkäfer (Agrilus hyperici) wurde gefunden.
Folgende geschützte Tierarten kommen im Bellheimer Wald vor:
Fledermäuse
- Bechsteinfledermaus (Myotis bechsteini)
- Großes Mausohr (Myotis myotis)

Amphibien
- Kamm-Molch (Triturus cristatus)

Fische
- Schlammpeitzger (Misgurnus fossilis)

Insekten
- Hirschkäfer (Lucanus cervus)
- Grüne Keiljungfer (Ophiogomphus cecilia)
- Helm-Azurjungfer (Coenagrion mercuriale)
- Dunkler Wiesenknopf-Ameisenbläuling (Maculinea nausithous)
- Großer Feuerfalter (Lycaena dispar)
- Heller Wiesenknopf-Ameisenbläuling (Maculinea teleius)
- Russischer Bär (Euplagia quadripunctaria)

## Verkehrswege
Durchschnitten wird der Wald in Nord-Süd-Richtung durch die
- L 540 von Zeiskam nach Bellheim und die
- L 438 von Westheim nach Bellheim,

Die vierspurig ausgebaute Bundesstraße 9 durchschneidet den Wald von Germersheim Richtung Südwesten nach Bellheim.
Die Bahnstrecke Schifferstadt–Wörth durchschneidet den Wald in Ost-West-Richtung von Bellheim nach Sondernheim.